# Jey Brownie
Jey Brownie est un chanteur et rappeur congolais actif en France, né un 2 novembre à Kinshasa.

## Biographie

### Enfance et origines
Jey Brownie naît un 2 novembre à Kinshasa, en République démocratique du Congo. Il est le fils de Fofo Le Collegien, guitariste de Koffi Olomidé,.
Il baigne ainsi dans la musique et dès l'âge de dix ans, il est choriste dans une église catholique au Congo, et s'adonne à cette tâche pendant trois ans et demi,. « C’est à ce moment-là que je me suis vraiment intéressé à la musique. J’ai aussi réalisé que j’avais ce don d’avoir une belle voix », explique-t-il en juillet 2023 pour La Pépite.
Malgré son jeune âge, Jey Brownie travaille et utilise l'argent gagné pour entrer dans les salles de jeux. À l'âge de treize ans et demi, il arrive en France, où il vit d'abord avec son oncle et ses cousins.

### Carrière

#### Débuts (2015-2018)
À partir de 2015, alors encore au lycée, Jey Brownie commence à pleinement s'investir dans la musique. Il dépense une trentaine d'euros pour une session studio, encouragé par un ami, et enregistre un morceau afro. Il continue ses études jusqu'à l'obtention de son CAP en 2017, et est entre temps repéré par son grand-cousin grâce à une vidéo sur Facebook. "Il ne savait pas que je chantais, mais il a aimé le truc. Il a commencé à me manager puis à me produire. Aujourd’hui, il est toujours à mes côtés".

#### Concrétisation (2019-2021)
Son premier morceau sur les plateformes de streaming remonte à août 2019, avec peu de love. Il partage encore cinq autres singles, dont deux featurings, jusqu'en janvier 2022. Il les sort sur le label AllPoints, du groupe Believe, où il est engagé depuis octobre 2021,.

#### Exorde(2022)
Au mois de février 2022, Jey Brownie dévoile Melodyne, premier extrait de son premier projet intitulé Exorde. Celui-ci est long de neuf titres et propose notamment Trop de love avec Roissy et Distant avec Genezio et Ms Tungi. En juin, il y ajoute un bonus track intitulé Déja Pris.
En mars, Rapunchline le présente en un artiste qui "fait des étincelles et dose savamment mélo et flows avec son timbre particulier, pour faire sa sauce si personnelle qui prend archi bien".

#### Faits Divers(2023)
En février 2023, Jey Brownie sort Faits divers, un album en collaboration avec Flem, qui a produit tous les morceaux. Le producteur a approché le chanteur grâce à Osirus Jack, qui lui a fait découvrir le morceau Hennessy. Jey Brownie explique que "toute l’équipe du 667 est derrière moi depuis longtemps, ça fait plaisir de voir que ces mecs t’encouragent. Par exemple, le jour où j’arrive au studio pour voir Flem, Freeze se lève, m’acclame et m’accueille, donc naturellement le feeling est super bien passé". Le producteur est plutôt habitué aux musiques sombres, tandis que Jey Brownie est dans le chant, mais après deux morceaux ensemble, Flem dit « en fait frérot, je vais pas passer par quatre chemins, viens on fait un projet ».
On y retrouve notamment Cadenacer en featuring avec Tiakola, qu'il croisait déjà en 2017 lorsqu'il était membre du 4Keus et qu'il enregistrait sa musique dans le même studio, celui de Wati B. Mais c'est le morceau GTB, sorti en single fin 2022 et repris dans l'album, qui met Jey Brownie dans la lumière. "Ça a changé ma carrière. C’est mon tout premier tube, cela m’a ouvert des portes. J’avais déjà un petit public avant, mais ça m’a permis d’attraper les gens qui hésitaient à entrer dans mon univers !".
En juillet 2023, le morceau compte plus de 100 000 vidéos sur TikTok et 3 millions de vues sur YouTube, mais est également premier sur Shazam, quatrième du top viral Spotify et dans le top 15 des titres les plus écoutés en France sur la plateforme. Le morceau entre en 23e position du Top Singles, voyant ses écoutes s'envoler de 67%, pour 1,67 million de streams en sept jours.
En juillet 2023, Jey Brownie fait partie du projet Deezer intitulé La Relève. Il est aux côtés de Malty 2BZ, Houdi, Genezio, Kay the prodigy et Winnterzuko notamment.

#### Mélodie céleste(2024)
Début 2024, Jey Brownie, que Booska-P évoque comme faisant "partie des révélations du hip-hop francophone en 2023", est convié par Colors pour interpréter un morceau exclusif. Il s'agit de Dans l’âme, premier extrait de son prochain album. En juin, Jey Brownie dévoile ainsi Mélodie céleste et ses seize titres. Les artistes invités sur ce nouveau projet sont Lujipeka, Dinos, The Doug et Zamdane.
En 2024, il est nommé aux Flammes dans la catégorie "Morceau de l'année" pour GTB en collaboration avec Flem. Il est également pré-sélectionné dans la catégorie "Révélation de l'année", parmi dix artistes, mais ne passe pas le cut des votes du public pour être réellement parmi les trois artistes nommés.

## Style
Parmi ses influences peuvent être citées la rumba congolaise et la pop nord-américaine, particulièrement Michael Jackson, Chris Brown et The Weeknd, mais également le rap mélodique de Young Thug.

## Discographie

### Singles
- 2019 : Peu de love
- 2019 : Hennessy
- 2019 : Dernière fois (feat. Flexo)
- 2020 : Dona Beija
- 2021 : Rockstar
- 2022 : Trop de love (feat. Roissy)
- 2022 : Melodyne
- 2022 : Distant (feat. Genezio et Ms Tungi)
- 2022 : Mélancolie
- 2022 : Movie (avec Flem, feat. Freeze Corleone)
- 2022 : GTB (avec Flem)
- 2023 : Grizbi (avec Flem)
- 2023 : Cadenacer (avec Flem, feat. Tiakola)
- 2023 : Week-end (avec Flem, feat. Guy2Bezbar)
- 2023 : Bad Vibes
- 2024 : Dans l'âme – A COLORS SHOW
- 2024 : Mélodie céleste
- 2024 : J'en ai pas
- 2024 : Pas de remords (feat. Lujipeka)
- 2024 : Feu de joie (feat. The Doug)
- 2024 : Absorber les larmes (feat. Zamdane)
- 2024 : AP Dopamine (feat. Dinos)
- 2025 : Nocif 2.0
- 2025 : Mollystick

### Apparitions
- 2017 : Abeti Faux de Roissy feat. VGang et Jey Brownie
- 2021 : Ebélé de Harley feat. Jey Brownie (sur l'album Life)
- 2022 : Sten de Harley feat. Jey Brownie & Genezio (sur l'album Fragrance)
- 2022 : Yeezy de Doc OVG feat. Jey Brownie (sur l'album T.R.A.P)
- 2022 : Makaveli de 2Key feat. Jey Brownie (sur l'album T'as voulu la rue)
- 2023 : Niya/Time de Kaneki feat. Jey Brownie (sur l'album 4Real)
- 2023 : Hello de Guy2Bezbar feat. Jey Brownie & Josman (sur l'album Ambition)
- 2023 : Solo de Kanoé feat. Jey Brownie (sur l'album Noé)
- 2023 : Drift de Emophil feat. Jey Brownie (sur l'album Comme des Rockstars*)
- 2023 : Veto de Kayna Samet feat. Jey Brownie (sur l'EP Altaïr, pt.2)
- 2023 : Dingz de Moubarak feat. Jey Brownie (sur la mixtape Dans le vrai)
- 2023 : One Shot de Marjinal feat. Ocevne & Jey Brownie (sur l'album (Le défilé.))
- 2023 : KM de Araujo feat. Jey Brownie (sur l'album Une Larme de +)
- 2023 : Sacrifices de Carbonne feat. Jey Brownie
- 2023 : Dans le noir de Ibepds feat. Jey Brownie
- 2024 : Sur le sable de The Doug feat. Jey Brownie (sur l'album réparer)
- 2024 : Jey Brownie: Walydo Session? Vol.1 de Walydo feat. Jey Brownie
- 2024 : Grand Prix de Tiakola feat. Jey Brownie & Sonny Rave (sur la mixtape BDLM Vol. 1)
- 2024 : Bissap de La Fouine feat. Jey Brownie & Genezio (sur la mixtape Capitale du Crime Radio)
- 2024 : Shooter de La Fouine feat. Jey Brownie (sur la mixtape Capitale du Crime Radio)
- 2025 : Level Up de Tookie feat. Jey Brownie (sur l'EP Free base 2)
- 2025 : Dead ça de Vie d'Artiste feat. K2S, LEKR et Jey Brownie